# Milo (marque)
Pour les articles homonymes, voir Milo.

Milo est une marque de poudre chocolatée d'origine australienne. Développée en 1934 par le chimiste Thomas Mayne, elle est présentée lors du Royal Easter Show de Sydney. Elle est commercialisée par Nestlé.
L'emballage est de couleur verte représentant divers personnages sportifs (footballeur, basketteur, sprinter, etc.).
La marque débarque en France en 1989 mais sa production s'arrête fin décembre 1995 (à l'exception de la Nouvelle-Calédonie et de la Polynésie Française) faute de pouvoir coexister avec la marque Nesquik, mais elle existe toujours dans d'autres pays.
Milo a lancé depuis divers produits comme des céréales et des glaces.